# سهره ریز تیره
سهره ریز تیره (نام علمی: Lonchura fuscans) نام یک گونه از سرده سهره‌های ریز است.